# Wilhelm Cornelius Fuchs
Wilhelm Cornelius Fuchs (* 22. August 1826 in Kaub; † im 19. Jahrhundert) war ein deutscher Kaufmann, Bürgermeister und Mitglied der Zweiten Kammer der Ständeversammlung des Herzogtums Nassau.

## Leben
Wilhelm Cornelius Fuchs wurde als Sohn des Metzgers Johann Conrad Fuchs (1792–1836) und dessen Ehefrau Maria Margarethe geb. Erlenbach (1791–1858) geboren.
Er war in seinem Heimatort als Weinhändler tätig.
1860 war er im Amt St. Goarshausen Mitglied des Bezirksrates. Als Bürgermeister von Kaub erhielt er 1864 ein Mandat für die Zweite Kammer der kurhessischen Ständeversammlung und wurde mit absoluter Mehrheit für die Dauer von sechs Jahren in das Parlament gewählt.
Karl Braun trat 1865 seine Nachfolge im Parlament an.